# Herbert H. Lehman
Herbert H. Lehman (Manhattan, 1878. március 28. – New York, 1963. december 5.) az Amerikai Egyesült Államok szenátora (New York, 1950–1957).